# Caranguejo-morango
O caranguejo-morango (Neoliomera pubescens) é uma espécie de caranguejo que na costa sul de Taiwan.